# آلثا (فلوریدا)
آلثا (به انگلیسی: Altha) شهرکی در شهرستان کلهون ایالت فلوریدا است که در سال ۱۹۴۶ بنیان‌گذاری شده‌است. این شهرک طبق سرشماری سال ۲۰۱۰ میلادی، ۵۳۶ نفر جمعیت داشته و مساحت آن نیز ۳٫۸ کیلومتر مربع است.